# Oratorio di San Giovanni Battista (Pieve di Teco)
L'oratorio di San Giovanni Battista è un luogo di culto cattolico situato nel comune di Pieve di Teco, in via Luigi Eula, in provincia di Imperia.

## Storia e descrizione
Eretto nel 1234 è il più antico edificio di culto di Pieve di Teco. Alcune parti di esso hanno accreditato sempre più l'ipotesi che la primaria servitù dell'edificio sia stata quella di forte difensivo dei marchesi di Clavesana. All'interno vi ha sede la confraternita della Morte e Orazione.
Presenta diversi affreschi del XVIII secolo ad opera del pittore Paolo Gerolamo Brusco - detto "il Bruschetto" - ed opere scultoree di Anton Maria Maragliano quali il Battesimo di Cristo ed un crocifisso ligneo.